# Jaume Pueyo
Jaume Pueyo (* 12. Oktober 2001 in Badalona) ist ein spanischer Skilangläufer.

## Werdegang
Pueyo nahm von 2017 bis 2021 an U18 und U20-Rennen im Alpencup teil und kam beim Europäischen Olympischen Winter-Jugendfestival 2019 in Sarajevo auf den 39. Platz über 10 km klassisch, auf den 20. Rang über 7,5 km Freistil sowie auf den 17. Platz im Sprint. Bei den Junioren-Skiweltmeisterschaften 2019 in Lahti belegte er den 69. Platz im Sprint, den 51. Rang im 30-km-Massenstartennen sowie den 35. Platz über 10 km Freistil und bei den Junioren-Skiweltmeisterschaften 2020 in Oberwiesenthal den 45. Platz im Sprint sowie den 36. Rang über 10 km klassisch. Zu Beginn der Saison 2020/21 nahm er in Davos erstmals am Skilanglauf-Weltcup teil, wobei er den 53. Platz im Sprint errang. Im weiteren Saisonverlauf lief er bei den Junioren-Skiweltmeisterschaften 2021 in Vuokatti auf den 45. Platz im 30-km-Massenstartrennen, auf den 19. Rang über 10 km Freistil sowie auf den 13. Platz im Sprint und beim Saisonhöhepunkt, den Nordischen Skiweltmeisterschaften 2021 in Oberstdorf, auf den 58. Platz im Sprint sowie zusammen mit Ricardo Izquierdo-Bernier auf den 18. Platz im Teamsprint. Im folgenden Jahr errang er bei den U23-Weltmeisterschaften in Lygna den 13. Platz im Sprint und bei den Olympischen Winterspielen in Peking den 37. Platz im Sprint. In der Saison 2022/23 gewann er bei den Winter World University Games 2023 in Lake Placid die Silbermedaille im Sprint und belegte bei den U23-Weltmeisterschaften 2023 in Whistler den 40. Platz über 10 km Freistil sowie den 24. Rang im Sprint. Zudem holte er in Drammen mit dem 32. Platz im Sprint seine ersten Weltcuppunkte. In der folgenden Saison lief er bei den U23-Weltmeisterschaften 2024 in Planica auf den 27. Platz im Sprint und erreichte beim Weltcup in Minneapolis mit dem 16. Platz im Sprint seine erste Platzierung im Weltcup unter den ersten 20.